# Мононгахила (река)
Мононгахила (енгл. Monongahela River) је река која протиче кроз САД. Дуга је 209 km. Протиче кроз америчке савезне државе Пенсилванија и Западна Вирџинија. Улива се у реку Охајо.